# Državnozborske volitve v Sloveniji 2004
Državnozborske volitve v Sloveniji 2004 so potekale v nedeljo, 3. oktobra 2004. Za 88 sedežev se je v 8 volilnih enotah skupaj potegovalo 1390 
kandidatk in kandidatov na 155 listah kandidatov, ki so jih določile bodisi politične stranke, bodisi skupine volivcev, ki niso registrirani kot politične stranke. Leta 2000 se je za te sedeže potegovalo manj kot 1000 kandidatk in kandidatov na 115 listah. Za sedež predstavnika madžarske narodne skupnosti se je potegovalo 5 kandidatk oziroma kandidatov, za sedež predstavnika italijanske narodne skupnosti je bila vložena samo ena kandidatura.

## Volilni sistem
V Sloveniji potekajo volitve v državni zbor v osmih volilnih enotah, vsaka od njih pa je razdeljena na 11 okrajev. V vsakem od oseminosemdesetih okrajev kandidirajo drugi kandidati. Iz vsake od osmih enot je izvoljenih 11 poslancev, ne pa tudi po en poslanec iz vsakega okraja (iz nekaterih okrajev ni izvoljen nihče, iz drugih pa tudi do štirje kandidati). Poslanski mandati se razdeljujejo na dveh ravneh. Najprej na ravni volilne enote, nato pa še (preostali mandati) na ravni države. V praksi to pomeni, da se na ravni enot razdeli okoli dve tretjini sedežev, preostala tretjina pa na ravni države. Tako se razdeli 88 mandatov. Preostala dva sedeža zasedeta predstavnika italijanske in madžarske manjšine, ki se volita posebej (v deveti in deseti volilni enoti) po tako imenovanem Borda sistemu. Na ta način je skupaj izvoljenih 90 poslancev. Volilni prag za vstop v parlament je 4 %.

## Abecedni seznam list
- Aktivna Slovenija – AS
- Demokratična stranka upokojencev Slovenije – DeSUS
- Demokratska stranka Slovenije – DSS
- Glas žensk Slovenije – GŽS, Zveza za Primorsko – ZZP, Zveza neodvisnih Slovenije – ZNS, Nova demokracija Slovenije – NDS
- Junijska lista – JL
- Liberalna demokracija Slovenije – LDS
- Marko Brecelj
- Mihael Svanjak
- Naprej Slovenija
- Nova Slovenija – krščanska ljudska stranka – NSi
- Slovenija je naša – SJN
- Slovenska demokratska stranka – SDS
- Slovenska ljudska stranka – SLS
- Slovenska nacionalna stranka – SNS
- Socialna liberalna stranka – LS
- Stranka ekoloških gibanj Slovenije – SEG
- Stranka mladih Slovenije – SMS
- Stranka slovenskega naroda – SSN
- Štefan Hudobivnik
- Za podjetno Slovenijo – ZPJ
- Združena lista socialnih demokratov – ZLSD
- Združeni za samostojno pravično Slovenijo
- Zeleni Slovenije

Za predstavnika italijanske manjšine je kandidiral:
- Roberto Battelli

Za predstavnika madžarske manjšine so kandidirali:
- Mária Pozsonec
- Jožef Kocon
- Franc Vida
- György Tomka
- Janez Bogdan

## Volilna udeležba
Na volitvah poslancev v Državni zbor ima pravico glasovati skupaj 1.630.914 volivcev. Skupaj je glasovalo 986.481 volivcev, to je 60,49 %.

## Uradni rezultati
Glasovalo je 991.123 volivcev, kar je 60,64 odstotka od skupno 1.634.402 volivcev, ki so imeli pravico voliti. Neveljavno glasovnico je oddalo 22.351 volivcev.
| Lista                                         | Lista                                      | Sedežev | Glasov  | %     |
| --------------------------------------------- | ------------------------------------------ | ------- | ------- | ----- |
| SDS                                           | Slovenska demokratska stranka              | 29      | 281.710 | 29,08 |
| LDS                                           | Liberalna demokracija Slovenije            | 23      | 220.848 | 22,8  |
| ZLSD                                          | Združena lista socialnih demokratov        | 10      | 98.527  | 10,17 |
| NSi                                           | Nova Slovenija – krščanska ljudska stranka | 9       | 88.073  | 9,09  |
| SLS                                           | Slovenska ljudska stranka                  | 7       | 66.032  | 6,82  |
| SNS                                           | Slovenska nacionalna stranka               | 6       | 60.750  | 6,27  |
| DeSUS                                         | Demokratična stranka upokojencev Slovenije | 4       | 39.150  | 4,04  |
| NS                                            | Italijanska in madžarska narodna skupnost  | 2       |         |       |
|                                               |                                            |         |         |       |
| AS                                            | Aktivna Slovenija                          | 0       | 28.767  | 2,97  |
| SJN                                           | Slovenija je naša                          | 0       | 25.343  | 2,62  |
| SMS                                           | Stranka mladih Slovenije                   | 0       | 20.174  | 2,08  |
| ostale stranke so dosegle manj kot 1 % glasov |                                            |         |         |       |

## Uradna sestava državnega zbora
- 4. državni zbor Republike Slovenije